# Komfusió
Komfusió es un grupo de música de la comarca alicantina de Marina Baja (Comunidad Valenciana) que fusiona el rock, el ska, el punk con ritmos tradicionales, mezclado con canciones versionadas de autores valencianos y con canciones de edición propia. Se forma en 2008 a partir de la unión entre los grupos Gatxull de Sella e Inseminació de Callosa de Ensarriá.
Su primer trabajo, Reencontramos los orígenes (2012), mezcla versiones de cantautores como Ovidi Montllor, Lluís Llach o Raimon con composiciones del mismo grupo; y han contado con las participaciones de Sant Gatxo, Òwix, Malabarraka, Rapsodes, entre otros.

## Discografía
- Retrobem els orígens, 2012, Mésdemil.[3]
- Un poble de cançons, 2015, Mésdemil.[4]